# Escudo de Ahome

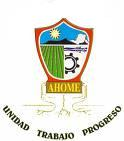

Dentro del escudo de armas del municipio de Ahome en el Estado de Sinaloa, México, se puede observar, en la parte superior, un faro el cual fue característico de la ciudad de Los Mochis -cabecera municipal de Ahome- en las décadas de los cuarenta a los sesenta, ya que sin ser puerto era la única ciudad de México que tenía un faro que servía de guía a los viajeros por carretera como a los marineros para señalarles la entrada al puerto de Topolobampo. El faro sobre un cerro, el cual representa al cerro de la memoria, símbolo de la ciudad de Los Mochis.
Se puede observar un ingenio azucarero el cual fue una de las principales razones de la fundación de la ciudad de Los Mochis y uno de sus grandes motores económicos. Así también se observa un océano y un pez que simbolizan las costas del municipio y su gran actividad de la pesca así como la industria marítima, un fuerte motor de la economía ahomense.
El engranaje que se ve al centro y a la derecha no se ve completo ya que es un ramo que está floreciendo y forjándose un lugar importante en la economía del municipio. También tiene un dibujo de manos de hombre sosteniendo la base del escudo en forma de raíces que representa a los agricultores y campesinos, principal sostén e impulso económico de la región. 
La tierra surcada simboliza la riqueza principal del valle del Fuerte, generador que nutre la economía.